# كارلوس فيغاراي
كارلوس فيغاراي (بالإسبانية: Carlos Vigaray)‏ (7 سبتمبر 1994 بليغانيس في إسبانيا - ) هو لاعب كرة قدم إسباني في مركز الدفاع. لعب مع خيتافي ب ونادي خيتافي.

## وصلات خارجية
- كارلوس فيغاراي على موقع قاعدة بيانات كرة القدم.إي يو (الإنجليزية)
- كارلوس فيغاراي على موقع Soccerbase.com (لاعب) (الإنجليزية)
- كارلوس فيغاراي على موقع Soccerway.com (الإنجليزية)
- كارلوس فيغاراي على موقع عالم كرة القدم.نت (الإنجليزية)
- كارلوس فيغاراي على موقع AS.com (الإسبانية)